# سياسة التأشيرات في جيبوتي
سياسة التأشيرات في جيبوتي تجب على الزائرين لجمهورية جيبوتي الحصول على تأشيرة، ويمكنهم الحصول على تأشيرة دخول لدى وصولهم باستثناء مواطني ليبيا وسوريا وفلسطين.